# Німецькі колумбійці
Німецькі колумбійці (нім. Deutschkolumbianer; ісп. Germanocolombianos) це громадяни Колумбії із німецьким походженням. Вони можуть бути нащадками німців, які емігрували до Колумбії з Німеччини чи інших країн Європи. Більшість німецьких колумбійців проживають у Карибському та Андському регіонах. Принаймні з 16 століття німці мігрували до Колумбії. Під час Другої світової війни тисячі німців втекли до Колумбії.

## Німецька імміграція до Колумбії
У 16 столітті перші німецькі іммігранти прибули за контрактом з іспанською короною, і серед них був дослідник Амбросіо Альфінгер. Була ще одна хвиля німецьких іммігрантів наприкінці 1800-х і на початку 1900-х років. Серед них був Лео Зігфрід Копп, засновник відомої пивоварні Bavaria Brewery. SCADTA, колумбійсько-німецька авіатранспортна корпорація, заснована німецькими емігрантами в 1919 році, була першою комерційною авіакомпанією в Америці.
Німецькі бізнесмени прибули до Барранкільї в Атлантиці та Ель-Кармен де Болівар у Боліварі до середини 1800-х років з метою експлуатації тютюну. Разом з ними були деякі голландці та євреї-сефарди з Кюрасао, але протягом трьох десятиліть німці контролювали бізнес, розширюючи свої квартали до найбільших міст, таких як Картахена та Барранкілья.
У 1941 році уряд США оцінив, що в Колумбії проживало близько 5000 німецьких осіб. Багато тисяч інших приєдналися до них у містах Колумбії, що розвивалися. У Колумбії були деякі нацистські агітатори, як-от бізнесмен Еміль Пруфурт, з Барранкільї, але більшість була аполітичною. Колумбія дозволила нелегальним єврейським біженцям залишитися в країні, а також попросила німців із чорного списку США покинути країну.
Через колумбійський збройний конфлікт у 1980-х роках тисячі німецьких колумбійців емігрували назад до Західної Німеччини. Тим не менш, ця тенденція почала знижуватися наприкінці 2000-х років, коли рівень життя в Колумбії значно зріс після економічного буму.

## Німецька імміграція в Сантандер
В регіоні Сантандер імміграція з Німеччини була значною. Від прибуття інженера Гео фон Ленгерке до внеску Енріке та Ауреліо Гастів, видатних тваринників Сантандера, які допомогли створити цей регіон як національний еталон у галузі тваринництва.
Едіардо Гаст, син Ауреліо, був відомим експертом і піонером у розведенні породи біфмастер у Колумбії. У Сокорро, Сантандер, нещодавно побудований центр для тваринницьких ярмарків і виставок був названий на його честь у 2021 році на честь його спадщини та внеску в регіональну промисловість великої рогатої худоби.
У медичну та наукову спільноту Колумбії Аугусто Гаст мав великий вплив. Він був хірургом у Національному університеті Колумбії, а також керував Інститутом Карлоса Фінлея протягом понад 12 років і був членом Національного інституту здоров'я. Його внесок у створення програми вісцеротомії в Колумбії для діагностики жовтої гарячки був останнім. Доктор Гаст був референцією в епідеміологічному співтоваристві Латинської Америки та представляв Колумбію на кількох міжнародних конференціях з жовтої гарячки як знак визнання його заслуг як дослідника.

## Населення німецького походження за департаментами
- Богота
- Департамент Сантандер
- Департамент Антіокія
- Департамент Норте-де-Сантандер
- Атлантичний департамент
- Департамент Бояка
- Департамент Валье-дель-Каука
- Департамент Болівар
- Кафедра Магдалини

## Освіта
Школи німецької мови в Колумбії:
- Німецька школа Богота[en]
- Німецька школа Баранкільї[en]
- Deutsche Schule / Colegio Alemán, Каліфорнія
- Німецька школа Медельїн

## Відомі німецькі колумбійці[15]
- Амвросій Ехінгер
- Ніколаус Федерман
- Карлос Арділа Люлле[en]
- Рудольф Хоммес[en]
- Аура Крістіна Гейтнер[en]
- Гельмут Беллінгродт[en]
- Антоніо Наварро Вольф[en]
- Карлос Лемос Сіммондс[en]
- Жакен Стросс Люсена[en]
- Леопольд Ротер[en]
- Марино Клінгер
- Роберто Герляйн[en]
- Карлос Ледер[en]
- Аугусто Гаст
- Юст Шоттеліус
- Ернест Гуль Німц
- Гільєрмо Хенігсберг
- Хільда Штраус
- Отто Грайффештайн
- Лео Зігфрід Копп
- Алехандро Бранд
- Хуан Бернардо Ельберс
- Якоб Бенджамін Візнер Гекерін[en]
- Реджинальдо Пашке
- Енріке Хауслер
- Отто де Грайф Гауслер
- Реджинальдо Вольф
- Вільям Вольф
- Карлос Бімберг
- Рікардо Герке
- Гільєрмо Шнурбуш
- Пітер Пауль фон Бауер
- Альфред Геттнер
- Еміль Гроссе
- Роберт Шайбе-Фатер
- Герхард Мазур
- Фріц Карсен
- Франц Й. Мехр
- Хуан Геркат
- Герман Хальберштедтер
- Едвін Граус